# Crkva Gospe od Zdravlja u Jelsi
Crkva Gospe od Zdravlja je rimokatolička crkva u Jelsi, na otok Hvaru.

## Opis
Crkva je sagrađena 1535. godine kao zavjetna crkva u tijeku velike epidemije kolere. Nadograđivana je dva puta tijekom povijesti a temeljitu obnovu doživjela je 1863. godine kada se grade zapadna lađa i zvonik, te prilaz crkvi čime svetište dobiva svoj današnji izgled. Jednobrodna longitudinalna građevina s kvadratnom apsidom i zvonikom na južnoj strani, široka 8 a duga 23,5 metara. Crkva Gospe od Zdravlja lijep je primjer historicističke arhitekture organski spojene s ranijim korpusom i impozantnim mjestom na kojem je sagrađena. Zavjetna crkva građena u doba kolere i mjesto gdje se pod Bogorodičinu zaštitu stoljećima utječu jelšanski pomorci jedinstveno je kulturno dobro.

## Zaštita
Pod oznakom Z-6631 zavedena je kao nepokretno kulturno dobro - pojedinačno, pravna statusa zaštićena kulturnog dobra, klasificirano kao "sakralna graditeljska baština".

## Vanjske poveznice
|  | Zajednički poslužitelj ima još gradiva o temi Crkva Gospe od Zdravlja u Jelsi |